# Srédniaia Aguinka
Srédniaia Aguinka (en rus: Средняя Агинка) és un poble del krai de Krasnoiarsk, a Rússia, segons el cens del 2017 tenia 255 habitants. Pertany al districte municipal d'Aguínskoie.